# Juan Carlos Benítez (futbolista)
Juan Carlos Benítez (Asunción, Paraguay, 28 de noviembre de 1976) es un exfutbolista paraguayo. Jugaba como delantero. 

## Trayectoria
Nacido en Asunción, inició en las Fuerzas Armadas y fue a jugar en el Pirayú Sport, en uno de sus partidos lo vio Alicio Solalinde y lo apobró para completar su formación en Olimpia, donde finalmente debutó como profesional en 1996.
Posteriormente militó en el fútbol de Perú y Venezuela.

## Selección nacional
A mediados del año 2000 fue llamado por la Selección de fútbol de Paraguay, siendo partícipe de las eliminatorias rumbo al Mundial de Corea-Japón 2002. Defendió 4 veces la camiseta albirroja.

## Clubes
| Club                      | País      | Año       |
| ------------------------- | --------- | --------- |
| Olimpia                   | Paraguay  | 1996-2001 |
| Sportivo Luqueño          | Paraguay  | 2002      |
| Olimpia                   | Paraguay  | 2003      |
| 12 de Octubre             | Paraguay  | 2004      |
| Universidad de San Martín | Perú      | 2004      |
| Sportivo Luqueño          | Paraguay  | 2005      |
| Aragua                    | Venezuela | 2006      |
| Portuguesa                | Venezuela | 2007      |
| Silvio Pettirossi         | Paraguay  | 2008      |
| Sportivo San Lorenzo      | Paraguay  | 2009      |